# Saint-Thégonnec-Loc-Eguiner
Saint-Thégonnec-Loc-Eguiner (bret. Sant-Tegoneg-Logeginer) – gmina we Francji, w regionie Bretania, w departamencie Finistère. W 2013 roku liczba ludności na terenie obecnej gminy wynosiła 3002 mieszkańców. 
Gmina została utworzona 1 stycznia 2016 roku z połączenia dwóch wcześniejszych gmin: Loc-Eguiner-Saint-Thégonnec oraz Saint-Thégonnec. Siedzibą gminy została miejscowość Saint-Thégonnec.